# حباك أصفر التاج
الحباك أصفر القلنسوة (الاسم العلمي: Ploceus dorsomaculatus) نوع من الطيور الصغيرة من فصيلة الحباك، متوطن في الكاميرون، جمهورية أفريقيا الوسطى، جمهورية الكونغو، جمهورية الكونغو الديمقراطية والغابون.